# جامعة الأمة
جامعة الأمة للتعليم المفتوح مؤسسة تعليمية تأسست في فلسطين عام 2008م ومعتمدة من قبل وزارة التربية والتعليم العالي الفلسطينية ومقرها الرئيسِ في مدينة الزهراء في غزة. هدفها تلبية حاجات الطلاب للحصول على درجاتهم العلمية، وبناء قدراتهم بطريقة أكثر كفاءة، والارتقاء بمستواهم المهني والمسلكي والمعرفي؛ لتحقيق التميز في مجال التعليم، والبحث العلمي على المستويات المحلية والعربية والعالمية من خلال تقديم برامج أكاديمية جامعية مميزة وعالية المستوى تسهم في تنمية وتطوير المجتمع فلسطين، والمجتمعات العربية والإقليمية والعالمية.

## بداية التفكير في إنشاء الجامعة
بدأ من دراسة الواقع ومدى حاجة القطاع لمؤسسات تعليم عالي وبالتحديد أكثر في مجال التعليم المفتوح، وبعد دراسة جدوى ودراسة متأنية للواقع ظهر أن هناك حاجة لإضافة مؤسسية في هذا المجال وتستهدف الجامعة شريحة لا تستطيع الالتحاق بمقاعد الدراسة التقليدية كالموظفين والذين أنهوا الدراسة الثانوية.

## عضويات وشراكات الجامعة
- الشبكة العربية للتعليم المفتوح والتعليم عن بعد
- اتحاد الجامعات العربية
- اتحاد جامعات العالم الإسلامي
- المنظمة العربية للقبول والتسجيل

## مذكرات تفاهم داخلية وخارجية
- مذكرة التفاهم مع الجامعة الماليزية المفتوحة
- مذكرة التفاهم مع معهد البحوث والدراسات الاستيراتيجية جامعة أم درمان-السودان
- مذكرة التفاهم للتعاون العلمي والثقافي مع جامعة طنطا
- مذكرة التفاهم مع جامعة عين شمس
- مذكرة التفاهم مع معهد الفتح الإسلامي- اندونيسيا
- مذكرة التفاهم مع جامعة البحرين المفتوحة
- مذكرة التفاهم مع بوليتيكنك فلسطين للتعاون الأكاديمي والمهني
- مذكرة التفاهم مع مؤسسة الضمير

## نظام الدراسة
تعتمد الجامعة نظام الساعات المعتمدة موزعة على ثمانية فصول دراسية، وتقبل الجامعة الحاصلين على الثانوية العامة حسب السياسات التي تقرها وزارة التربية والتعليم العالي ومفتاح التنسيق الذي تقره الجامعة للتخصصات المختلفة، ويمكن الانتقال من الجامعات والمعاهد العليا الأخرى، وحساب الساعات المعتمدة من خارج الجامعة، وذلك حسب الشروط الموضحة في النظام الأكاديمي للجامعة. ونظراً لاعتماد نظام التعليم المفتوح في الجامعة يُلزم الطالب بحضور اللقاءات الأكاديمية المباشرة حسبما هو موضح في النظام الأكاديمي، كما تقوم الجامعة بتطبيق كل من الوسائل التالية لضمان تقويم الطالب، والتأكد من قدرته على اكتساب المهارات الأساسية للمقرر، وهي:
- يقوم الطالب بالإجابة على الاختبارات المفتوحة والتي يخصص لها نسبة 10% من العلامة المخصصة للمقرر.
- يعقد امتحان نصفي تحريري عن الجزء الأول للمقرر الدراسي وتخصص له نسبة 35% من علامة المقرر النهائية.
- يعقد امتحان نهائي تحريري يشمل كل المقرر وتخصص له نسبة 55% من علامة المقرر النهائية.

## كلية العلوم الشرطية والقانون
كلية العلوم الشرطية والقانون أحد كليات جامعة الأمة، وهي كلية رائدة في الوطن الفلسطيني، أنشئت لتلبية الحاجة الماسة للمتخصصين والمهتمين والباحثين في المجالات الشرطية والقانونية وفق أحدث الوسائل والأساليب، وتسعى الكلية إلى استشراف المستقبل من خلال طرح أقسام وتخصصات جديدة. وتمنح بكالوريوس علوم الشرطة والقانون وقد تم افتتاح أقسام الكلية بناء على دراسة حقيقية.
والكلية تلائم تطلعات المجتمع الفلسطيني واحتياجاته في ظل التطورات المختلفة على الساحة المحلية والإقليمية والدولية، ولما للجامعة من إسهامات متميزة في إمداد المجتمع بنخب متميزة من الكفاءات العلمية المتخصصة في شتى المجالات، فكان لابد لكلية العلوم الشرطية والقانون أن يكون لها دورٌ رياديٌ في إمداد سوق العمل بعناصر قوية ومتميزة ومتخصصة أكاديمياً، ومدربة مهنياً في هذا التخصص.
تضم كلية العلوم الشرطية والقانون العديد من الأقسام التي تمنح درجة البكالوريوس في تخصصات مختلفة، حيث تقدم الكلية البرامج التدريسية التالية:
- بكالوريوس العلوم الشرطية والقانون: تم اعتماد البرنامج عام 2011
- بكالوريوس القانون:تم اعتماد البرنامج عام 2009

## أقسام الكلية
- الصحافة والإعلام: تم اعتماد البرنامج عام 2009
- الخدمة الاجتماعية: تم اعتماد البرنامج عام 2009
- العلوم السياسية والإعلام(برنامج جديد): تم اعتماد البرنامج عام 2013

- إدارة الأعمال: تم اعتماد البرنامج عام 2009
- المحاسبة: تم اعتماد البرنامج عام 2011

- التعليم الأساسي: تم اعتماد البرنامج عام 2009
- الدراسات الإسلامية: تم اعتماد البرنامج عام 2012
- تربية لغة عربية(برنامج جديد): تم اعتماد البرنامج عام 2013
- الدبلوم العام: تم اعتماد البرنامج عام 2010

## كلية تكنولوجيا المعلومات
- قسم علوم الحاسوب: تم اعتماد البرنامج عام 2012

## مقرات مبانى الجامعة
يقع المقر الرئيس الجامعية لجامعة الأمة في مدينة الزهراءعلى مساحة 27 دونم، في مدينة الزهراء وسط قطاع غزة جنوب مدينة غزة، وتبعد مسافة 1 كم فقط عن شاطئ بحر غزة.

## فروع الجامعة
لدى الجامعة ثلاثة فروع حاليا
- فرع غزة: فرع مؤقت يقع في شارع النصر غرب عيادة السويدي، وهو عبارة عن مبنى من خمسة طوابق مستأجر إلى أن يتم الانتهاء من فرع الجامعة الذي يتم انشاؤه خلف الجامعة الإسلامية
- فرع الشمال: تم افتتاح الفرع في شهر يناير من العام 2011م، ويقع مبنى جامعة الأمة فرع الشمال في محافظة شمال قطاع غزة الواقع في بلدة بيت لاهيا - المقر القديم لجامعة القدس المفتوحة - الشارع العام غرب دوار مدينة زايد..
- فر ع الجنوب: يقع فرع الجنوب لجامعة الأمة للتعليم المفتوح شمال دوار بني سهيلا في مبنى محافظة خانيونس سابقاً بالقرب من مسجد المجمع الإسلامي، وتم افتتاح الفرع الفصل الأول من العام الجامعي 2010-2011

### مقرات خارج فلسطين
تسعى جامعة الأمة كونها تعتمد التعليم المفتوح إلى فتح مراكز ومقرات لها في أماكن متعددة فلسطين خارجها وخاصة الدول التي بها تجمعات فلسطينية
أيضاً كان جزء من الاتفاقية مع الجامعة الماليزية بأخذ الموافقة على أن جامعة الأمة تقدم برامج الجامعة الماليزية المفتوحة للطلاب الفلسطينيين خارج فلسطين، أي مكان موجود فيه فلسطينيين يمكن أن نقدم دراسات وبرامج الجامعة الماليزية المفتوحة باسم جامعة الأمة.

## وصلات خارجية
- موقع جامعة الأمة للتعليم المفتوح http://www.uou.edu.ps
- حساب الجامعة على فيس بوك: https://www.facebook.com/uouedups?sk=wall
- حساب الجامعة على تويتر: https://twitter.com/uouedu